# Estació de Stratford
Stratford és una estació de ferrocarril de National Rail, metro de Londres, London Overground (LO) i Docklands Light Railway (DLR) a Stratford, districte de Newham (East London). Està servit per les línies del metro Central i Jubilee i les altres línies ja anomenades anteriorment. Per diferenciar-la de l'estació Stratford-upon-Avon, National Rail l'anomena Stratford (London) i a vegades Stratford Regional per diferenciar-la de l'estació Stratford International que es troba a 370 metres.
| Anterior estació                                |  | Metro de Londres                                              |  | Següent estació                                         |
| ----------------------------------------------- |  | ------------------------------------------------------------- |  | ------------------------------------------------------- |
| Mile Enddirecció Ealing Broadway o West Ruislip |  | Central Line                                                  |  | Leytondirecció Epping, Hainault o Woodford via Hainault |
| West Hamdirecció Stanmore                       |  | Jubilee Line                                                  |  | Terminal                                                |
| DLR                                             |  |                                                               |  |                                                         |
| Pudding Mill Lane direcció Lewisham             |  | Docklands Light Railway                                       |  | Terminal                                                |
| London Overground                               |  |                                                               |  |                                                         |
| Hackney Wickdirecció Richmond                   |  | North London Line                                             |  | Terminal                                                |
| National Rail                                   |  |                                                               |  |                                                         |
| London Liverpool Street                         |  | National Express East Anglia Great Eastern Main Line          |  | Romford                                                 |
| London Liverpool Street                         |  | National Express East Anglia Shenfield Metro                  |  | Maryland                                                |
| Terminus                                        |  | National Express East Anglia Lea Valley Lines                 |  | Tottenham Hale                                          |
| London Liverpool Street                         |  | National Express East Anglia London-Braintree                 |  | Shenfield                                               |
| London Liverpool Street                         |  | National Express East Anglia London-Southend and Southminster |  | Shenfield                                               |
| London Liverpool Street                         |  | c2c Liverpool Street - Barking                                |  | Barking                                                 |
| London Liverpool Street                         |  | Dutchflyer London-Amsterdam                                   |  | Shenfield                                               |

## Futurs serveis
| Anterior estació                                   |  | DLR                     |  | Següent estació                                           |
| -------------------------------------------------- |  | ----------------------- |  | --------------------------------------------------------- |
| Stratford International Terminal                   |  | Docklands Light Railway |  | Stratford High Street direcció Beckton o Woolwich Arsenal |
| Crossrail                                          |  |                         |  |                                                           |
| Whitechapel direcció Maidenhead o Heathrow Airport |  | Crossrail               |  | Maryland direcció Shenfield                               |